# Volume 1 - Moonbooty
Volume 1 - Moonbooty è un album realizzato nel 2004 da Deda con la collaborazione di Sean, sotto il nome di Katzuma.org.

## Tracce
Tutte le tracce sono state prodotte da Deda
1. On the one
2. Let's get it started ft. Sean Martin
3. The sleeptalker ft. Sean Martin
4. The job's not over ('til the paperwork is done)
5. Playing your game ft. Gloria T e Sean Martin
6. I never saw someone bend before ft. Sean Martin e Dre Love
7. Baby won't you
8. Free your mind pt. 2 ft. Sean Martin
9. People get up
10. Dig deeper work harder
11. Got to get sum
12. The Buzz